# Ancylotropis insignis
Ancylotropis insignis es una especie de Magnoliopsida del género Ancylotropis, de la familia Polygalaceae, del orden Fabales.

## Distribución
Ancylotropis insignis se distribuye por Brasil (Maranhao, Piauí, Rio Grande do Norte, Bahia).

## Taxonomía
Fue descrita científicamente por (A.W.Benn.) B.Eriksen. Fue publicado por primera vez en Eriksen, B. (1993). In: Pl. Syst. Evol., 186(1-2): 49.